# Forte Mero
Il forte Mero è un forte austriaco costruito per difendere i confini dell'impero austro-ungarico. Il forte appartiene allo "Sbarramento Tonale" del "Subrayon II" del grande sistema di fortificazioni austriache al confine italiano.
Il forte fu costruito tra il 1911 e il 1913 e rappresentava l'opera di collegamento tra i forte Saccarana e forte Presanella.
Era una fortificazione di medie dimensioni, realizzata in calcestruzzo compresso e travi di ferro.
Nello specifico il forte doveva sbarrare la strada che sale al passo del Tonale. Fu progettato dal tenente del Genio Hugo Hartmann, per un costo di 500.000 corone.
La struttura fortificata ebbe vita breve in quanto le artiglierie italiane lo centrarono e lo abbatterono nel 1916. Quel che ne rimase fu sistemato per ospitare un ospedale da campo per la linea del Tonale.
Anche per questo forte vi sono in corso dei lavori di restauro.

## Armamento
- 7 mitragliatrici da 8 mm M 07/12 Schwarzlose